# Bertholène
Bertholène es una población y comuna francesa, situada en la región de Mediodía-Pirineos, departamento de Aveyron, en el distrito de Rodez y cantón de Laissac.

## Demografía
| 883 | 785 | 705 | 782 | 918 | 924 | 1003 | 1006 |
| Para los censos de 1962 a 1999 la población legal corresponde a la población sin duplicidades (Fuente: INSEE [Consultar]) |     |     |     |     |     |      |      |